# Министерство на труда и социалната политика на България
Министерство на труда и социалната политика (МТСП) е българска държавна институция с ранг на министерство, която урежда повишаването на качеството и сигурността на труда чрез защитата на трудовите, осигурителните и социалните права на работниците и служителите и подобряването на условията на труд в предприятията, провежда държавната политика в областта на пазара на труда, защитата на националния пазар на труда, обучението на работната сила и интеграцията на неравнопоставените групи на пазара на труда.
Централната администрация на министерството се намира в сграда на булевард „Мария Луиза“ № до ЦУМ.

## История
Министерство на социалната политика е създадено с Указ № 14 от 9 септември 1944 г. Дни по-късно към министерството преминават следните учреждения: Дирекция за обществени грижи от Министерството на вътрешните работи; Институт за обществени осигуровки; Дирекция на труда от Министерството на търговията, промишлеността и труда и Дирекция „Народни пенсии“.
На 12 декември 1947 г., на основание член 17, т. 3, и на член 40 от Конституцията на Народна република България от 4 декември 1947 г., „социалната политика“ се преобразува в Министерство на труда и социалните грижи (МТСГ). От 29 декември 1950 г. Дирекция за социални грижи преминава към Министерството на народното здраве (с Указ № 686), а функциите на „труда“ стават подведомствени на Министерски съвет и ОРПС.
На 27 декември 1968 г. Министерството на труда и социалните грижи (МТСГ) възобновява дейността си (с Указ № 1156) чрез преобразуване на Министерството по труда и работната заплата, като към него отново преминават Дирекция за социални грижи и Инспекция за надзор по безопасността на труда при Министерски съвет. Съществува до 17 юни 1976 г., след което е закрито.
Със сформирането на 80-ото правителство на България на 21 септември 1990 г. се създава Министерство на заетостта и социалните грижи (с Решение на Великото Народно събрание), което се преименува в Министерство на труда и социалните грижи (МТСГ) на 20 декември 1990 г. По-късно, на основание чл. 84, т. 7 от Конституцията на Република България от 12 юли 1991 г., същото м-во се преобразува в Министерство на труда и социалната политика (МТСП).

## Структура
Към 10 септември 2015 година министерството има следната структура:
- Второстепенни разпоредители с бюджет
  - Държавна агенция за закрила на детето
  - Агенция по заетостта
  - Агенция за социално подпомагане
  - Изпълнителна агенция „Главна инспекция по труда“
  - Агенция за хората с увреждания
  - Национален институт за помирение и арбитраж
  - Фонд „Условия на труд“
  - Фонд „Социална закрила“
  - Център за развитие на човешките ресурси и регионални инициативи
- Специализирана администрация
  - Главна дирекция „Европейски фондове, международни програмни проекти“
  - Дирекция „Стратегическо планиране и демографска политика“
  - Дирекция „Трудово право, обществено осигуряване и условия на труд“
  - Дирекция „Политика за хора с увреждания, равни възможности и социална помощ“
  - Дирекция „Социално включване“
  - Дирекция „Европейски въпроси и международно сътрудничество“
  - Дирекция „Политика на пазара на труда и трудова мобилност"
- Обща администрация
  - Дирекция „Право и административно обслужване и човешки ресурси“
  - Дирекция „Финанси и управление на собствеността“
  - Дирекция „Връзки с обществеността и протокол“

## Ръководство
Министерството се оглавява от министър Борислав Гуцанов

Политическия кабинет на министъра е формиран от:
Заместник-министър - Гинка Машова-Станчева
Дата на встъпване: 12.06.2023 г.
Заместник-министър - Мая Василева
Дата на встъпване: 26.06.2023 г.
Заместник-министър - Десислава Стоянова
Дата на встъпване: 10.07.2023 г. 
Заместник-министър - Николай Найденов
Дата на встъпване: 28.06.2023 г.
Парламентарен секретар - Станимир Бояджиев
Дата на встъпване: 07.07.2023 г.
Началник на кабинет - Снежана Апостолова
Дата на встъпване: 21.06.2023 г.

Главен секретар на Министерстовото - Весела Начева
Дата на встъпване: 19.06.2023 г.